# Дульфан Дмитро Люсьєнович
Дмитро Люсьєнович Дульфан (9 червня 1971, Одеса — 16 травня 2024, Одеса) — український художник, графік, автор світлових скульптур, об'єктів, інсталяцій, перформансів, що працював в стилі панк-гламуру.

## Життєпис
Дмитро Дульфан народився 1971 року в Одесі в родині художника. Після закінчення дев'яти класів вступив до Одеського художнього училища імені М. Б. Грекова, де навчався до 1990 року. Розпочав творчу діяльність живописця, перформера та графіка.
У 1992 році став учасником руху «Українська хвиля». Як молодший інспектор брав участь в групі «Медична герменевтика» (Москва). В цей час, він регулярно приїздив з Одеси до столиці і примикав до діяльності мистецького об'єднання «Паризька комуна».
Після участі в 1993 році в перформансі «Гральний дім» у Москві Дмитро Дульфан розпочав тривалу співпрацю з концептуалістом Аркадієм Насоновим з російської столиці. 1994 року художник заснував психоделічний простір «Лабораторія Світла і Сенсу». В ньому практикувались експерименти художників різних країн. Також входив до одеського «Центру Сороса». У 1999 році у художника розпочалася співпраця з московською галереєю «Ріджина».

## Творчість
З початку 1990-х року Дмитро Дульфан працював над моделями світлових інсталяцій. Для цього він використовував флуоресцентні лампи, папір, тканини, неон, целофан, дзеркала та різноманітні «алхімічні» обладнанням (колби, трубки, змійовики), досягаючи несподіваних оптичних ефектів. Крім цього, експериментував над дизайном для інопланетних кораблів, залучаючи пластик та фарфор.
З 2000 року працював самостійно в стилі панк-гламуру.
|  | Митець так оцінював свою творчість: «Але це частина такого собі психоделічного українського мистецтва. Природа походження — звичайно ж, з Одеси. Воно трохи одеське, тому що підводні форми є. Розумієш, я в дитинстві любив плавати з маскою, і тому мої об’єкти нагадують підводний світ.» |

### Вибрані виставки
- 1995 — «Коса» (проект «Land-арт», Кінбурнська коса, Україна);
- 1996 — «Шамани наносять удар у відповідь» (1996, галерея «ДА-ДА-ДА», Одеса, Україна);
- 1997 — «Викорінення власного „я“ шляхом самообману» (галерея «Тірс», Одеса, Україна);
- 1998 — «Під водою» (Хасельт, Бельгія);
- 2000 — «Дві сторони» (ЦСД, Київ);
- 2001 — «Лабораторія світла» (галерея «РА», Київ);
- 2001 — «Без назви» (галерея «Веста», Берлін, Німеччина);
- 2003 — «Перша колекція» (ЦБХ, Київ);
- 2003 — «Donumenta» (Регенсбург, Німеччина);
- 2004 — «Майстерні Арт Москви» (ЦБХ, Москва, Росія);
- 2005 — «Лабораторія світла» (галерея «Риджина», Москва);
- 2008 — «Панк-гламур» (галерея Rabouanmussioun, Париж);
- 2008 — «Виставка сучасного мистецтва» (МСМ, Одеса, Україна);
- 2008 — «Вірю» (галерея «Винзавод», Москва, Росія);
- 2009 — «Космофан Дмитра Дульфана» (2009, Yatlo Gallery, Одеса, Україна);
- 2009 — «Все по 3» (галерея «Норма», Одеса, Україна);
- 2010 — «Анатомія часу» (Експериментальний ЦСМ «Чайна фабрика», Одеса, Україна);
- 2011 — «Белый Дух/Whitespirit» (галерея «ХудПромо», Одеса, Україна);
- 2016 — «Ефірні & Тіла» (галерея «ХудПромо», Одеса, Україна);
- 2016 — «Паркомуна. Місце. Спільнота. Явище» (PinchukArtCentre, Київ);

## Родина
Батько: Люсьєн Дульфан — художник, учасник міжнародних виставок. Він з 1990 року живе і працює в Нью-Йорку. Його роботи представлені в музеях Одеси, Петербурга, Києва, Москви, Тбілісі, Сеула, Варшави, Познані, в колекції К. Костакі, у багатьох приватних колекціях.